# J1 League 2021
Die J1 League 2021 war die 29. Saison der höchsten japanischen Fußball-Spielklasse, der J. League, und die siebte unter dem Namen J1 League. Die Saison begann mit dem ersten Spieltag am 26. Februar 2021. Meister wurde der Verein Kawasaki Frontale, der nach den Erfolgen in den Jahren 2017, 2018 und 2020 seine zweite Meisterschaft in Folge sowie seinen vierten Titel innerhalb von fünf Jahren feierte.

## Modus
Die 20 Mannschaften der J1 League spielen ihren Meister in einem Doppelrundenturnier im Kalenderjahr aus, wobei jedes Team in einem Hin- und Rückspiel gegeneinander antritt, sodass jede Mannschaft am Saisonende 38 Spiele absolviert hat. Die ersten beiden Mannschaften qualifizieren sich für die Gruppenphase der AFC Champions League 2022, während das drittplatzierte Team an der Qualifikation zur Gruppenphase teilnimmt. Sollte einer der drei Erstplatzierten den Kaiserpokal 2021 gewinnen und damit ebenfalls für die Gruppenphase der AFC Champions League spielberechtigt sein, erhält der Tabellendritte den Startplatz in der Gruppenphase und der Viertplatzierte nimmt an der Qualifikation für die Gruppenphase teil.
Aufgrund der COVID-19-Pandemie in Japan entschied die Ligaleitung, dass es in der J1 League 2020 keine Absteiger gibt und die Liga zur Saison 2021 einmalig um zwei Mannschaften auf 20 Teams aufgestockt wird. Um am Ende der Saison wieder die ursprüngliche Ligastärke von 18 Mannschaften wiederherzustellen, steigen die vier letztplatzierten Mannschaften am Ende der Saison in die zweitklassige J2 League ab. Da auch in dieser Saison keine Aufstiegsplayoffs in der J2 League stattfinden, gibt es auch kein Relegationsspiel gegen eine Mannschaft aus der J1 League.
Ermittelt wird die Tabelle unter folgenden Aspekten:
1. Anzahl der erzielten Punkte
2. Tordifferenz
3. Erzielte Tore
4. Ergebnisse der Spiele untereinander
5. Entscheidungsspiel oder Münzwurf

### Änderungen zur Vorsaison
Der durchgehende Einsatz des Videoassistenten war ursprünglich bereits für die vergangene Saison vorgesehen, wurde aber unter den Umständen der Corona-Pandemie nach dem ersten Spieltag unterbrochen. Es ist geplant, den Videoassistenten ab der Saison 2021 durchgehend in allen Spielen der J1 League einzusetzen.

## Mannschaften
Meister der vorangegangenen Saison ist Kawasaki Frontale. Aufsteiger sind Tokushima Vortis als Meister der J2 League 2020 und Avispa Fukuoka als zweitplatzierte Mannschaft.
| Mannschaft                                | Ort               | Präfektur | Stadion                                | Kapazität     |
| ----------------------------------------- | ----------------- | --------- | -------------------------------------- | ------------- |
| Vereine aus der Metropolregion Tokio      |                   |           |                                        |               |
| FC Tokio                                  | Tokio             | Tokio     | Ajinomoto Stadium                      | 49.970        |
| Urawa Red Diamonds                        | Saitama           | Saitama   | Saitama Stadium                        | 63.700        |
| Kawasaki Frontale                         | Kawasaki          | Kanagawa  | Todoroki Athletics Stadium             | 26.232        |
| Shonan Bellmare                           | Hiratsuka         | Kanagawa  | Shonan BMW Stadium Hiratsuka           | 18.500        |
| Yokohama F. Marinos                       | Yokohama Yokosuka | Kanagawa  | Nissan Stadium                         | 72.327        |
| Yokohama FC                               | Yokohama          | Kanagawa  | NHK Spring Mitsuzawa Football Stadium  | 15.046        |
| Kashiwa Reysol                            | Kashiwa           | Chiba     | Hitachi Kashiwa Soccer Stadium         | 15.900        |
| Kashima Antlers                           | mehrere Städte    | Ibaraki   | Kashima Soccer Stadium                 | 40.728        |
| Vereine aus der Metropolregion Keihanshin |                   |           |                                        |               |
| Cerezo Osaka                              | Osaka             | Osaka     | Kinchō Stadium Yanmar Stadium Nagai    | 18.007 47.853 |
| Gamba Osaka                               | Suita             | Osaka     | Suita City Football Stadium            | 39.694        |
| Vissel Kōbe                               | Kōbe              | Hyōgo     | Noevir Stadium Kobe                    | 30.132        |
| Übrige Vereine                            |                   |           |                                        |               |
| Sanfrecce Hiroshima                       | Hiroshima         | Hiroshima | Edion Stadium Hiroshima                | 36.894        |
| Ōita Trinita                              | Ōita              | Ōita      | Showa Denko Dome Oita                  | 40.000        |
| Sagan Tosu                                | Tosu              | Saga      | Ekimae Real Estate Stadium             | 24.130        |
| Shimizu S-Pulse                           | Shizuoka          | Shizuoka  | IAI Stadium Nihondaira                 | 20.339        |
| Nagoya Grampus                            | Nagoya            | Aichi     | Toyota Stadium                         | 45.000        |
| Vegalta Sendai                            | Sendai            | Miyagi    | Yurtec Stadium Sendai                  | 19.694        |
| Hokkaido Consadole Sapporo                | Sapporo           | Hokkaidō  | Sapporo Dome Sapporo Atsubetsu Stadium | 41.484 20.861 |
| Tokushima Vortis                          | Tokushima         | Tokushima | Pocari Sweat Stadium                   | 20.000        |
| Avispa Fukuoka                            | Fukuoka           | Fukuoka   | Level-5 Stadium                        | 22.563        |

## Saisonverlauf
Die Saison der J1 League 2021 beginnt am 26. Februar 2021 mit dem Spiel Kawasaki Frontale gegen Yokohama F. Marinos im Todoroki Athletics Stadium.

## Trainer
| Verein                     | Cheftrainer                                        |
| -------------------------- | -------------------------------------------------- |
| Hokkaido Consadole Sapporo | Michael Petrović                                   |
| Vegalta Sendai             | Makoto Teguramori → Masato Harasaki                |
| Kashima Antlers            | Antônio Carlos Zago → Naoki Sōma                   |
| Urawa Reds                 | Ricardo Rodríguez                                  |
| Kashiwa Reysol             | Nelsinho Baptista                                  |
| FC Tokyo                   | Kenta Hasegawa → Shin’ichi Morishita               |
| Kawasaki Frontale          | Tōru Oniki                                         |
| Yokohama F. Marinos        | Ange Postecoglou → Hideki Matsunaga → Kevin Muscat |
| Yokohama FC                | Takahiro Shimotaira → Tomonobu Hayakawa            |
| Shonan Bellmare            | Bin Ukishima → Satoshi Yamaguchi                   |
| Shimizu S-Pulse            | Miguel Ángel Lotina → Hiroaki Hiraoka              |
| Nagoya Grampus             | Massimo Ficcadenti                                 |
| Gamba Osaka                | Tsuneyasu Miyamoto → Masanobu Matsunami            |
| Cerezo Osaka               | Levir Culpi → Akio Kogiku                          |
| Vissel Kobe                | Atsuhiro Miura                                     |
| Sanfrecce Hiroshima        | Hiroshi Jōfuku → Kentarō Sawada                    |
| Tokushima Vortis           | Daniel Poyatos                                     |
| Avispa Fukuoka             | Shigetoshi Hasebe                                  |
| Sagan Tosu                 | Kim Myung-hwi                                      |
| Oita Trinita               | Tomohiro Katanosaka                                |

## Spieler
| Verein                     | Spieler |
| -------------------------- | --- |
| Hokkaido Consadole Sapporo | Takanori Sugeno (36/0), Shunta Tanaka (37/1), Takahiro Yanagi (25/0), Daiki Suga (36/1), Akito Fukumori (32/1), Tomoki Takamine (38/1), Lucas Fernandes (27/2), Kazuki Fukai (21/2), Takurō Kaneko (38/7), Hiroki Miyazawa (29/0), Anderson Lopes (14/12), Yoshiaki Komai (37/2), Chanathip (23/1), Kim Min-tae (9/0), Takuma Arano (28/0), Ryōta Aoki (31/4), Milan Tučić (11/2), Douglas Oliveira (21/2), Kojirō Nakano (2/0), Tsuyoshi Ogashiwa (30/7), Shinji Ono (4/0), Taika Nakashima (3/0), Shōta Nishino (1/0), Jay (24/1), Daihachi Okamura (21/1) |
| Vegalta Sendai             | Yōsuke Akiyama (3/0), Naoya Fukumori (13/0), Kōji Hachisuka (32/1), Hisashi Appiah Tawiah (29/1), Rikiya Uehara (34/1), Kunimitsu Sekiguchi (28/1), Yoshiki Matsushita (28/2), Shūhei Akasaki (33/1), Yasuhiro Hiraoka (25/0), Takayoshi Ishihara (35/0), Takuma Nishimura (32/6), Kyōhei Yoshino (31/2), Shingo Tomita (21/0), Shōgo Nakahara (19/1), Yūsuke Minagawa (15/0), Martinus (15/3), Stojišić (1/0), Simão Mate (6/0), Takumi Mase (37/2), Chihiro Katō (34/3), Jakub Słowik (37/0), Takumi Sasaki (4/0), Emmanuel Oti (7/0), Hayato Teruyama (5/0), Ryōma Kida (29/3), Felippe Cardoso (23/1), Foguinho (14/0), Cayman Togashi (12/3) |
| Kashima Antlers            | Kwoun Sun-tae (5/0), Kōki Anzai (16/0), Léo Silva (29/0), Daiki Sugioka (7/1), Ryōta Nagaki (15/0), Juan Alano (27/3), Shōma Doi (36/6), Everaldo (28/1), Ryūji Izumi (23/1), Ryōtarō Araki (36/10), Katsuya Nagato (29/1), Bueno (1/0), Arthur Caíke (14/5), Ayase Ueda (29/14), Itsuki Someno (9/0), Kento Misao (34/0), Diego Pituca (26/2), Rikuto Hirose (9/0), Naoki Hayashi (6/0), Yasushi Endō (23/1), Yūta Matsumura (22/2), Kōki Machida (34/5), Yūya Oki (33/0), Keigo Tsunemoto (26/2), Ikuma Sekigawa (13/1), Yū Funabashi (2/0), Kei Koizumi (17/0), Tomoya Inukai (29/5), Ryōhei Shirasaki (17/2) |
| Urawa Reds                 | Shūsaku Nishikawa (32/0), Hiroki Sakai (14/2), Tomoya Ugajin (19/1), Takuya Iwanami (37/1), Tomoaki Makino (31/2), Ryōsuke Yamanaka (24/0), Kasper Junker (21/9), Daigo Nishi (25/1), Yūki Mutō (16/0), Tatsuya Tanaka (28/4), Zion Suzuki (6/0), Ryōtarō Itō (1/0), Ken’yū Sugimoto (16/2), Takahiro Akimoto (33/4), Kōsuke Kinoshita (2/0), Atsuki Itō (36/1), Yoshio Koizumi (34/2), Daiki Kaneko (12/0), Thomas Deng (2/0), Tomoaki Ōkubo (18/1), Yūki Abe (13/3), Kōya Yuruki (31/4), Alexander Scholz (15/0), Kai Shibato (30/1), Shinzō Kōroki (20/1), Ataru Esaka (16/5), Hidetoshi Takeda (8/0), Yūichi Hirano (13/0), Takahiro Sekine (36/3) |
| Kashiwa Reysol             | Yūji Takahashi (14/0), Taiyō Koga (37/0), Emerson Santos (8/0), Shunki Takahashi (19/0), Hidekazu Ōtani (6/1), Richardson (25/0), Cristiano (31/7), Ataru Esaka (16/2), Matheus Sávio (20/2), Kengo Kitazume (10/0), Yūta Someya (10/0), Kim Seung-gyu (35/0), Yūsuke Segawa (18/2), Hiroto Goya (12/4), Yūki Mutō (13/0), Hiromu Mitsumaru (28/1), Masato Sasaki (3/0), Dodi (16/0), Pedro Raul (8/3), Naoki Kawaguchi (15/0), Takuma Ōminami (29/3), Keiya Shiihashi (30/2), Masatoshi Mihara (19/0), Sachirō Toshima (19/1), Angelotti (10/0), Ippey Shinozuka (14/1), Hayato Nakama (24/2), Mao Hosoya (28/3), Yūto Yamada (1/0), Fumiya Unoki (2/0), Yūta Kamiya (25/3), Takumi Kamijima (22/0), Tatsuya Yamashita (2/0)                                                                        |
| FC Tokyo                   | Tsuyoshi Kodama (7/0), Arthur Silva (7/0), Masato Morishige (35/4), Tsuyoshi Watanabe (27/1), Bruno Uvini (2/0), Ryōya Ogawa (30/1), Hirotaka Mita (32/1), Yōjirō Takahagi (19/0), Diego Oliveira (35/13), Keigo Higashi (35/0), Kensuke Nagai (38/2), Gō Hatano (31/0), Takuya Uchida (13/1), Adaílton (38/9), Manato Shinada (8/0), Leandro (22/7), Takuya Aoki (32/0), Takumi Nakamura (18/0), Ryōma Watanabe (17/2), Sōdai Hasukawa (5/0), Kyōsuke Tagawa (30/5), Jun’ya Suzuki (8/0), Makoto Okazaki (9/0), Tsubasa Terayama (1/0), Shūto Abe (36/0), Joan Oumari (20/1), Rio Ōmori (1/0), Hotaka Nakamura (8/0), Kazuya Konno (3/1), Shūto Okaniwa (1/0), Kashif Bangnagande (7/0), Yūto Nagatomo (10/0)                                                                                       |
| Kawasaki Frontale          | Jung Sung-ryong (33/0), Kyōhei Noborizato (29/0), Kōki Tsukagawa (14/0), Jesiel (33/2), Shōgo Taniguchi (30/0), João Schmidt (25/0), Shintarō Kurumaya (31/1), Yasuto Wakizaka (35/3), Leandro Damião (35/23), Ryōta Ōshima (7/1), Yū Kobayashi (33/10), Miki Yamane (37/2), Zain Issaka (1/0), Tatsuya Hasegawa (21/0), Kazuki Kozuka (5/0), Kaoru Mitoma (20/8), Daiya Tōno (27/6), Kei Chinen (22/4), Kento Tachibanada (29/0), Marcinho (11/1), Ten Miyagi (14/2), Ao Tanaka (20/1), Kaito Kamiya (1/0), Kenta Tanno (5/0), Kazuya Yamamura (17/1), Akihiro Ienaga (37/8), Reo Hatate (30/5) |
| Yokohama F. Marinos        | Yōhei Takaoka (33/0), Shinnosuke Hatanaka (26/0), Theerathon (27/0), Takahiro Ōgihara (32/0), Élber (37/5), Takuya Kida (29/0), Léo Ceará (27/10), Marcos Júnior (33/9), Thiago Martins (32/0), Jun Amano (34/3), Ryō Takano (9/0), Ryō Miyaichi (2/0), Kōta Mizunuma (36/3), Yūki Sanetō (9/2), Teruhito Nakagawa (28/2), Tomoki Iwata (34/0), Ryūta Koike (31/4), Kōta Watanabe (26/0), Ken Matsubara (22/1), Powell Obinna Obi (5/0), Takuya Wada (10/1), Ryōnosuke Kabayama (5/0), Ryōtarō Tsunoda (1/0), Daizen Maeda (36/23), Ken’yū Sugimoto (11/3), Ado Onaiwu (20/12) |
| Yokohama FC                | Maguinho (24/0), Yūtarō Hakamata (28/2), Hideto Takahashi (22/0), Masakazu Tashiro (10/1), Gabriel (11/0), Tatsuki Seko (33/1), Takuya Matsuura (19/1), Kōsuke Saitō (9/1), Kléber (20/3), Shunsuke Nakamura (12/0), Kazuyoshi Miura (1/0), Keijirō Ogawa (23/1), Ryō Germain (31/2), Reo Yasunaga (27/1), Shō Itō (15/0), Eijirō Takeda (24/0), Yūta Minami (8/0), Masahiko Inoha (19/0), Calvin Jong-a-Pin (1/0), Akinori Ichikawa (4/0), Katsuya Iwatake (18/0), Yōta Maejima (26/1), Yūya Takagi (29/1), Han Ho-gang (24/0), Daiki Nakashio (5/0), Kōhei Tezuka (15/2), Ryūji Sugimoto (6/0), Saulo Mineiro (11/4), Riku Furuyado (2/0), Tomoki Kondō (2/0), Yūsuke Matsuo (30/3), Arthur Silva (11/1), Kazuma Watanabe (30/4), Yūji Rokutan (10/0), Svend Brodersen (16/0), Felipe Vizeu (13/2) |
| Shonan Bellmare            | Kōsei Tani (34/0), Daiki Sugioka (8/0), Hirokazu Ishihara (37/0), Kōki Tachi (29/0), Shōta Kobayashi (27/1), Takuya Okamoto (37/4), Tsukasa Umesaki (2/0), Kazunari Ōno (21/0), Wellington (26/6), Naoki Yamada (37/5), Tarik (19/2), Naoki Ishihara (18/0), Akimi Barada (27/1), Shūto Yamamoto (8/0), Yūki Ōhashi (31/4), Shō Hiramatsu (3/0), Shun’ya Mōri (1/0), Shintarō Nago (19/3), Kazuki Ōiwa (25/1), Daiki Tomii (4/0), Shun Nakamura (11/0), Taiga Hata (22/0), Masaki Ikeda (18/0), Taiyō Hiraoka (10/1), Hidetoshi Miyuki (14/0), Sōsuke Shibata (3/0), Satoshi Tanaka (36/2), Shūto Machino (31/4), Ryō Nemoto (1/0), Welinton Júnior (3/0), Oliveira (2/0), Ryō Takahashi (30/2) |
| Shimizu S-Pulse            | Yūgo Tatsuta (18/0), Ronaldo (11/0), Teruki Hara (29/2), Valdo (33/2), Ryō Takeuchi (29/0), Eiichi Katayama (29/2), Thiago Santana (37/13), Carlinhos Júnior (21/2), Katsuhiro Nakayama (27/2), Kōta Miyamoto (18/0), Yūsuke Gotō (18/1), Kenta Nishizawa (27/2), Yōsuke Kawai (24/0), Elsinho (12/1), Akira Silvano Disaro (24/1), Keita Nakamura (18/1), Ryō Okui (18/0), Renato Augusto (3/0), Yuito Suzuki (33/2), Noriaki Fujimoto (9/1), Yūta Taki (12/1), Hiroshi Ibusuki (14/0), Naoya Fukumori (9/0), Shōta Kaneko (5/0), Benjamin Kololli (8/0), Daiki Matsuoka (15/0), Shūichi Gonda (38/0), Akira Ibayashi (16/0), Reon Yamahara (5/0), Yoshinori Suzuki (22/2) |
| Nagoya Grampus             | Langerak (38/0), Takuji Yonemoto (28/0), Yūichi Maruyama (17/1), Shinnosuke Nakatani (37/2), Kazuki Nagasawa (32/0), Kazuya Miyahara (26/0), Hiroyuki Abe (8/0), Yōichirō Kakitani (36/5), Ryōgo Yamasaki (25/3), Gabriel Xavier (20/0), Yūki Sōma (33/2), Haruya Fujii (5/0), Yasuki Kimoto (32/0), Shō Inagaki (38/8), Mateus (37/7), Ryōya Morishita (22/0), Manabu Saitō (24/0), Kim Min-tae (12/1), Yutaka Yoshida (38/1), Naoki Maeda (34/3), Shumpei Naruse (18/0), Świerczok (14/7), Mū Kanazaki (6/1) |
| Gamba Osaka                | Masaaki Higashiguchi (38/0), Gen Shōji (28/0), Hiroki Fujiharu (19/0), Genta Miura (26/0), Ju Se-jong (22/0), Kōsuke Onose (31/0), Leandro Pereira (24/5), Shū Kurata (37/1), Yūji Ono (7/1), Shun'ya Suganuma (19/1), Yūya Fukuda (14/0), Yōsuke Ideguchi (29/0), Yōta Satō (8/0), Kōhei Okuno (26/0), Patric (33/13), Kim Young-gwon (16/0), Kazunari Ichimi (18/1), Shin’ya Yajima (26/2), Keisuke Kurokawa (19/0), Kō Yanagisawa (15/0), Ryū Takao (19/0), Wellington Silva (21/0), Yūki Yamamoto (28/0), Dai Tsukamoto (8/0), Tiago Alves (17/2), Haruto Shirai (1/0), Shūhei Kawasaki (3/0), Hiroto Yamami (5/1), Takashi Usami (38/6), Jirō Nakamura (1/0) |
| Cerezo Osaka               | Riku Matsuda (34/1), Ryōsuke Shindō (9/2), Riki Harakawa (26/2), Naoyuki Fujita (31/2), Tiago (15/4), Adam Taggart (12/1), Hiroshi Kiyotake (32/2), Toshiyuki Takagi (19/1), Yūsuke Maruhashi (33/1), Ayumu Seko (27/0), Naoto Arai (6/0), Tatsuhiro Sakamoto (33/6), Jun Nishikawa (17/0), Hirotaka Tameda (1/0), Yoshito Ōkubo (29/6), Kim Jin-hyeon (38/0), Riki Matsuda (20/1), Takashi Inui (8/1), Kōji Toriumi (4/1), Hiroaki Okuno (32/3), Yūta Koike (5/0), Motohiko Nakajima (12/2), Mutsuki Katō (35/7), Hinata Kida (6/0), Shōta Fujio (1/0), Yūta Toyokawa (24/1), Ryūya Nishio (31/2), Hiroto Yamada (14/0), Haruki Arai (1/0), Taishi Matsumoto (2/0), Dankler (6/0) |
| Vissel Kobe                | Daiya Maekawa (19/0), Yūki Kobayashi (22/0), Thomas Vermaelen (23/1), Hotaru Yamaguchi (32/5), Sergi Samper (32/0), Yūta Gōke (32/2), Andrés Iniesta (23/6), Noriaki Fujimoto (9/0), Bojan Krkić (6/1), Yūya Ōsako (11/4), Kyōgo Furuhashi (21/15), Yoshinori Mutō (14/5), Takuya Yasui (5/0), Ryūho Kikuchi (37/5), Hiroki Iikura (19/0), Ryō Hatsuse (33/0), Shion Inoue (22/0), Jun’ya Tanaka (7/2), Daiju Sasaki (30/1), Tetsushi Yamakawa (29/0), Gōtoku Sakai (38/1), Leo Ōsaki (11/1), Nagisa Sakurauchi (3/0), Tatsunori Sakurai (2/0), Lincoln (13/1), Yūya Nakasaka (28/3), Ryōtarō Hironaga (2/0), Asahi Masuyama (17/0), Ayub Masika (8/0), Yūtarō Oda (3/1), Douglas (21/7) |
| Sanfrecce Hiroshima        | Takuto Hayashi (11/0), Yūki Nogami (37/0), Akira Ibayashi (3/0), Tsukasa Shiotani (5/1), Hayato Araki (36/2), Toshihiro Aoyama (32/1), Hayao Kawabe (20/3), Douglas Vieira (19/6), Tsukasa Morishima (29/1), Ezequiel (34/4), Tomoya Fujii (29/1), Kōhei Shimizu (1/0), Taishi Matsumoto (10/0), Yoshifumi Kashiwa (29/2), Shō Sasaki (30/3), Ryō Nagai (3/0), Jelani Reshaun Sumiyoshi (1/0), Shun Ayukawa (19/1), Shunki Higashi (35/3), Yūsuke Chajima (21/0), Kōdai Dohi (6/0), Rhayner (26/1), Yūya Asano (37/6), Kōsei Shibasaki (21/2), Yūta Imazu (15/0), Júnior Santos (35/7), Keisuke Ōsako (27/0), Yōichi Naganuma (15/0) |
| Tokushima Vortis           | Taiki Tamukai (10/0), Dušan (11/0), Diego (33/0), Hidenori Ishii (12/1), Kōhei Uchida (2/0), Yūdai Konishi (28/1), Ken Iwao (37/3), Atsushi Kawata (16/0), Mushaga Bakenga (9/1), Masaki Watai (27/1), Taisei Miyashiro (32/7), Joel Chima Fujita (28/1), Cacá (26/1), Takeru Kishimoto (36/5), Daisei Suzuki (6/0), Kazunari Ichimi (12/2), Akihiro Satō (5/0), Yūki Kakita (36/8), Shōta Fukuoka (29/0), Naoto Kamifukumoto (34/0), Seiya Fujita (15/0), Tokuma Suzuki (32/0), Kazuki Nishiya (22/1), Takashi Abe (5/0), Noriki Fuke (5/0), Tōru Hasegawa (4/0), Shiryū Fujiwara (15/0), Chie Edoojon Kawakami (5/0), Akira Hamashita (20/0), Cristian Battocchio (10/0), Taiyō Nishino (5/0), Kōki Sugimori (24/0)                                                                                |
| Avispa Fukuoka             | Masato Yuzawa (30/0), Emil Salomonsson (32/3), Carlos Gutiérrez (8/0), Daiki Miya (26/0), Hiroyuki Mae (38/2), Takuya Shigehiro (23/0), Tarō Sugimoto (25/0), Juanma Delgado (27/5), Hisashi Jōgo (12/0), Yūya Yamagishi (29/5), Takaaki Shichi (30/1), Jordy Croux (25/4), Cauê (12/1), Daisuke Ishizu (15/0), Daiki Watari (26/2), Sōtan Tanabe (27/0), Kennedy Egbus Mikuni (2/0), Naoki Wako (12/0), Rikihiro Sugiyama (1/0), Yūji Kitajima (4/0), Bruno Mendes (19/4), Masakazu Yoshioka (9/1), John Mary (16/5), Masaaki Murakami (37/0), Douglas Grolli (30/1), Takeshi Kanamori (37/4), Tatsuki Nara (24/1), Shun Nakamura (13/0) |
| Sagan Tosu                 | Eduardo (36/3), Toshio Shimakawa (26/0), Yūto Uchida (1/0), Yoshihiro Nakano (29/1), Daichi Hayashi (20/4), Keita Yamashita (35/9), Yūta Higuchi (37/6), Yōhei Toyoda (3/0), Ryōhei Shirasaki (12/1), Yoshiki Takahashi (3/0), Noriyoshi Sakai (29/8), Kaisei Ishii (5/0), Hwang Seok-ho (28/0), Tomoya Koyamatsu (37/6), Fūchi Honda (17/1), Nanasei Iino (35/0), Ofoedu (1/0), Ryūnosuke Sagara (11/0), Yūto Iwasaki (13/1), Masaya Tashiro (15/0), Ayumu Ōhata (30/0), Dunga (9/0), Kei Koizumi (11/0), Daisuke Matsumoto (2/0), Park Il-gyu (38/0), Daiki Matsuoka (21/0), Taichi Fukui (4/0), Keiya Sentō (38/3), Shin’ya Nakano (34/0), Rio Nitta (1/0), Ryang Yong-gi (7/0) |
| Oita Trinita               | Shun Takagi (24/0), Yūki Kagawa (30/1), Yūto Misao (36/1), Keisuke Saka (18/0), Kenta Fukumori (9/0), Yūki Kobayashi (25/0), Rei Matsumoto (14/0), Yamato Machida (32/8), Yūya Takazawa (15/0), Naoki Nomura (15/1), Hokuto Shimoda (32/1), Kōhei Isa (26/2), Henrique Trevisan (28/2), Yūta Koide (24/1), Arata Watanabe (31/4), Kenta Inoue (23/0), Kazuki Fujimoto (10/0), Katsunori Ueebisu (11/0), Shun Nagasawa (32/4), William Popp (14/0), Kaoru Takayama (1/0), Seigō Kobayashi (25/1), Hayato Kurosaki (5/0), Tsukasa Umesaki (4/0), Jun’ya Nodake (5/0), Pereira (8/0), Hiroto Goya (14/2), Keita Takahata (9/0), Asahi Masuyama (12/1), Yūshi Hasegawa (15/0), Ryōsuke Tone (21/0), Kento Haneda (25/0), Yūsei Yashiki (3/0)                                                             |

## Tabelle
| Pl.               | Verein                     | Sp. | S  | U  | N  | Tore    | Diff. | Punkte |
| ----------------- | -------------------------- | --- | -- | -- | -- | ------- | ----- | ------ |
| 1.                | Kawasaki Frontale (M, P)   | 38  | 28 | 8  | 2  | 081:280 | +53   | 92     |
| 2.                | Yokohama F. Marinos        | 38  | 24 | 7  | 7  | 082:350 | +47   | 79     |
| 3.                | Vissel Kobe                | 38  | 21 | 10 | 7  | 062:360 | +26   | 73     |
| 4.                | Kashima Antlers            | 38  | 21 | 6  | 11 | 062:360 | +26   | 69     |
| 5.                | Nagoya Grampus             | 38  | 19 | 9  | 10 | 044:300 | +14   | 66     |
| 6.                | Urawa Red Diamonds         | 38  | 18 | 9  | 11 | 045:480 | −3    | 63     |
| 7.                | Sagan Tosu                 | 38  | 16 | 11 | 11 | 043:350 | +8    | 59     |
| 8.                | Avispa Fukuoka (N)         | 38  | 14 | 12 | 12 | 043:380 | +5    | 54     |
| 9.                | FC Tokyo                   | 38  | 15 | 8  | 15 | 049:530 | −4    | 53     |
| 10.               | Hokkaido Consadole Sapporo | 38  | 14 | 9  | 15 | 048:500 | −2    | 51     |
| 11.               | Sanfrecce Hiroshima        | 38  | 12 | 13 | 13 | 044:520 | −8    | 49     |
| 12.               | Cerezo Osaka               | 38  | 13 | 9  | 16 | 047:510 | −4    | 48     |
| 13.               | Gamba Osaka                | 38  | 12 | 8  | 18 | 033:490 | −16   | 44     |
| 14.               | Shimizu S-Pulse            | 38  | 10 | 12 | 16 | 037:540 | −17   | 42     |
| 15.               | Kashiwa Reysol             | 38  | 12 | 5  | 21 | 037:560 | −19   | 41     |
| 16.               | Shonan Bellmare            | 38  | 7  | 16 | 15 | 036:410 | −5    | 37     |
| 17.               | Tokushima Vortis (N)       | 38  | 10 | 6  | 22 | 034:550 | −21   | 36     |
| 18.               | Ōita Trinita               | 38  | 9  | 8  | 21 | 031:550 | −24   | 35     |
| 19.               | Vegalta Sendai             | 38  | 5  | 13 | 20 | 031:620 | −31   | 28     |
| 20.               | Yokohama FC                | 38  | 6  | 9  | 23 | 032:770 | −45   | 27     |
| Stand: Saisonende |                            |     |    |    |    |         |       |        |

| Zum Saisonende 2021:                                                                                             |                                                                     |
| Teilnahme an der Gruppenphase der AFC Champions League 2022: Kawasaki Frontale, Yokohama F. Marinos              |                                                                     |
| Teilnahme an der Qualifikation zur AFC Champions League 2022: Vissel Kobe                                        |                                                                     |
| Sieger des Kaiserpokals 2021 und Teilnahme an der Gruppenphase zur AFC Champions League 2022: Urawa Red Diamonds |                                                                     |
| Abstieg in die J2 League 2022: Tokushima Vortis, Ōita Trinita, Vegalta Sendai, Yokohama FC                       |                                                                     |
| Zum Saisonende 2020:                                                                                             |                                                                     |
| (N) | Aufsteiger aus der J2 League 2020: Tokushima Vortis, Avispa Fukuoka |
| (M) | Meister der J1 League 2020: Kawasaki Frontale                       |
| (P) | Sieger des Kaiserpokals 2020: Kawasaki Frontale                     |

## Kreuztabelle
Die Kreuztabelle stellt die Ergebnisse aller Spiele der Saison dar. Die Heimmannschaft ist in der linken Spalte, die Gastmannschaft in der oberen Zeile aufgelistet.
|                            |                   | VS  | Kashima Antlers | UR  | Kashiwa Reysol | FC Tokyo | KF  | Yokohama F. Marinos |     | Shonan Bellmare | Shimizu S-Pulse | Nagoya Grampus | Gamba Osaka |     | Vissel Kōbe | Sanfrecce Hiroshima |     |     | ST  |     |
| -------------------------- | ----------------- | --- | --------------- | --- | -------------- | -------- | --- | ------------------- | --- | --------------- | --------------- | -------------- | ----------- | --- | ----------- | ------------------- | --- | --- | --- | --- |
| Hokkaido Consadole Sapporo |                   | 2:1 | 2:2             | 2:1 | 3:1            | 3:2      | 0:2 | 1:3                 | 5:1 | 1:1             | 2:0             | 0:2            | 0:2         | 0:3 | 3:4         | 0:2                 | 1:0 | 0:0 | 0:0 | 2:0 |
| Vegalta Sendai             | 1:1               |     | 0:1             | 0:0 | 1:0            | 1:2      | 1:5 | 0:0                 | 0:0 | 0:2             | 2:3             | 1:1            | 0:1         | 1:1 | 0:2         | 2:0                 | 0:1 | 0:1 | 0:1 | 2:1 |
| Kashima Antlers            | 4:0               | 1:1 |                 | 1:0 | 2:1            | 3:0      | 1:2 | 5:3                 | 1:2 | 3:1             | 1:3             | 0:1            | 3:1         | 1:0 | 1:1         | 1:1                 | 3:0 | 0:3 | 1:0 | 0:0 |
| Urawa Red Diamonds         | 0:0               | 2:0 | 2:1             |     | 5:1            | 1:1      | 0:5 | 2:1                 | 2:0 | 0:3*            | 0:1             | 0:0            | 1:1         | 2:0 | 2:0         | 1:0                 | 1:0 | 2:0 | 2:1 | 3:2 |
| Kashiwa Reysol             | 1:2               | 1:1 | 2:1             | 0:2 |                | 0:4      | 0:0 | 1:2                 | 2:1 | 2:1             | 1:2             | 0:1            | 1:0         | 1:0 | 1:2         | 0:3                 | 5:1 | 0:0 | 1:3 | 2:3 |
| FC Tokyo                   | 2:1               | 2:1 | 1:2             | 1:2 | 0:1            |          | 2:4 | 0:3                 | 4:0 | 3:2             | 4:0             | 1:1            | 1:0         | 3:2 | 2:3         | 0:0                 | 0:2 | 0:0 | 1:2 | 3:0 |
| Kawasaki Frontale          | 2:0               | 2:2 | 2:1             | 1:1 | 1:0            | 1:0      |     | 2:0                 | 3:1 | 2:1             | 1:0             | 3:2            | 4:1         | 3:2 | 3:1         | 1:1                 | 2:0 | 3:1 | 1:0 | 2:0 |
| Yokohama F. Marinos        | 2:1               | 5:0 | 0:2             | 3:0 | 1:1            | 8:0      | 1:1 |                     | 5:0 | 1:1             | 2:1             | 2:0            | 0:1         | 1:0 | 2:0         | 3:3                 | 1:0 | 2:0 | 2:0 | 5:1 |
| Yokohama FC                | 0:1               | 2:2 | 0:3             | 0:2 | 1:1            | 0:1      | 0:2 | 2:2                 |     | 2:0             | 1:1             | 2:0            | 3:1         | 1:4 | 0:2         | 0:3                 | 5:3 | 1:1 | 0:0 | 1:2 |
| Shonan Bellmare            | 0:0               | 3:1 | 1:2             | 0:0 | 2:4            | 0:1      | 1:1 | 0:1                 | 2:1 |                 | 1:1             | 0:0            | 0:0         | 0:0 | 0:0         | 0:0                 | 0:1 | 1:1 | 0:1 | 2:0 |
| Shimizu S-Pulse            | 2:2               | 2:1 | 0:4             | 0:2 | 0:1            | 3:0      | 0:2 | 2:2                 | 1:1 | 1:1             |                 | 0:3            | 0:1         | 2:1 | 0:2         | 1:0                 | 0:3 | 2:2 | 0:0 | 1:0 |
| Nagoya Grampus             | 1:0               | 0:1 | 0:2             | 0:0 | 2:0            | 0:0      | 0:4 | 2:1                 | 3:0 | 1:0             | 1:1             |                | 2:0         | 1:0 | 2:2         | 1:0                 | 3:0 | 1:0 | 1:2 | 1:0 |
| Gamba Osaka                | 1:5               | 2:3 | 0:1             | 0:3 | 2:1            | 0:0      | 0:2 | 2:3                 | 2:0 | 0:0             | 0:0             | 1:3            |             | 0:1 | 1:2         | 1:2                 | 2:1 | 0:0 | 1:0 | 2:1 |
| Cerezo Osaka               | 0:2               | 0:0 | 1:2             | 1:0 | 2:0            | 3:3      | 1:4 | 2:1                 | 3:1 | 1:5             | 2:1             | 2:1            | 1:1         |     | 1:1         | 1:2                 | 1:2 | 2:2 | 1:0 | 1:0 |
| Vissel Kōbe                | 1:0               | 4:2 | 1:0             | 5:1 | 1:2            | 0:1      | 1:1 | 0:2                 | 5:0 | 3:1             | 1:1             | 0:1            | 1:0         | 1:1 |             | 3:0                 | 1:0 | 1:0 | 1:1 | 1:0 |
| Sanfrecce Hiroshima        | 2:1               | 1:1 | 1:4             | 2:2 | 1:0            | 1:2      | 1:1 | 1:3                 | 0:1 | 0:1             | 1:0             | 1:0            | 0:0         | 0:1 | 1:1         |                     | 0:1 | 1:2 | 1:1 | 4:1 |
| Tokushima Vortis           | 1:2               | 1:0 | 0:1             | 0:1 | 0:1            | 0:1      | 1:3 | 0:1                 | 2:1 | 1:1             | 2:2             | 0:0            | 2:1         | 0:1 | 1:1         | 2:4                 |     | 1:2 | 3:0 | 1:1 |
| Avispa Fukuoka             | 1:2               | 2:2 | 1:0             | 2:0 | 1:0            | 1:0      | 1:0 | 1:3                 | 1:1 | 2:1             | 1:2             | 1:2            | 0:1         | 2:1 | 1:2         | 1:1                 | 3:0 |     | 3:0 | 1:0 |
| Sagan Tosu                 | 1:0               | 5:0 | 2:1             | 2:0 | 2:0            | 1:0      | 3:1 | 0:4                 | 3:0 | 1:1             | 2:1             | 3:1            | 0:1         | 3:3 | 0:2         | 0:0                 | 2:0 | 0:0 |     | 0:0 |
| Ōita Trinita               | 1:1               | 2:0 | 0:0             | 1:0 | 0:1            | 1:1      | 0:2 | 0:1                 | 2:0 | 2:0             | 1:0             | 0:3            | 2:3         | 1:0 | 1:3         | 1:3                 | 1:1 | 2:1 | 1:1 |     |
|                            | Stand: Saisonende |     |                 |     |                |          |     |                     |     |                 |                 |                |             |     |             |                     |     |     |     |     |

* Beschluss, da die Urawa Red Diamonds einen nicht spielberechtigten Spieler aufgestellt hatten. Ursprüngliches Ergebnis: 2:3

## Torschützenliste
| Platz             | Name            | Mannschaft                 | Tore |
| ----------------- | --------------- | -------------------------- | ---- |
| 1.                | Leandro Damião  | Kawasaki Frontale          | 23   |
| 1.                | Daizen Maeda    | Yokohama F. Marinos        | 23   |
| 3.                | Kyogo Furuhashi | Vissel Kobe                | 15   |
| 4.                | Ayase Ueda      | Kashima Antlers            | 14   |
| 5.                | Diego Oliveira  | FC Tokyo                   | 13   |
| 5.                | Thiago          | Shimizu S-Pulse            | 13   |
| 5.                | Patric          | Gamba Osaka                | 13   |
| 8.                | Anderson Lopes  | Hokkaido Consadole Sapporo | 12   |
| 8.                | Ado Onaiwu      | Yokohama F. Marinos        | 12   |
| 10.               | Ryōtarō Araki   | Kashima Antlers            | 10   |
| 10.               | Yū Kobayashi    | Kawasaki Frontale          | 10   |
| 10.               | Léo Ceará       | Yokohama F. Marinos        | 10   |
| Stand: Saisonende |                 |                            |      |